# 187669 Obastromca
187669 Obastromca este o planetă minoră (asteroid) din centura de asteroizi. A fost descoperită pe 5 februarie 2008 la Observatorio Astronómico de La Sagra⁠(d) de Observatorul Astronomic din Mallorca⁠(d) și a fost numită după Observatorul Astronomic din Mallorca⁠(d). 
Obiectul prezintă o orbită caracterizată de o semiaxă mare de 3,1109534028021 UAi, o excentricitate de 0,18073728882952, o înclinație de 12,275279904986 ° în raport cu ecliptica.